# 亨利三世 (羅伊斯-洛本施泰因)
亨利三世（德語：Heinrich III，1648年12月16日—1710年5月24日），羅伊斯-洛本施泰因伯爵，1673年至1710年在位。

## 家庭
1673年，亨利三世與萊寧根-威斯特堡的瑪麗亞·克里斯蒂娜結婚，兩人共有5子7女：
1. 亨利十五世（1674年—1739年）
2. 索菲·瑪麗（1675年—1748年）
3. 亨利十七世（1676年—1706年）
4. 克里斯蒂娜·伊莉莎白（1678年—1757年）
5. 亨利二十一世（1679年—1702年）
6. 亨利二十三世（1680年—1723年）
7. 亨利二十六世（1681年—1730年），亨利五十四世的祖父
8. 威廉明妮·克莉絲汀（1684年—1753年）
9. 安東妮亞（1685年—1758年）
10. 約翰娜·奧古斯塔（1686年—1712年）
11. 艾蜜莉·艾蕾諾爾（1689年—1730年）
12. 安娜·索菲亞（1691年—1723年）